# Karl Hermann Usener
Karl Hermann Usener (* 19. August 1905 in Charlottenburg; † 30. Oktober 1970 in Marburg/Lahn) war ein deutscher Kunsthistoriker und Hochschullehrer.

## Leben
Usener war ein Sohn des Karl Albert Hermann Usener und seiner Frau Cornelie, geb. Schmidt aus Essen. Sein Großvater war der klassische Philologe und Religionswissenschaftler Hermann Usener. Nach dem Besuch des Realgymnasiums in Marburg studierte er an der dortigen Philipps-Universität Kunstgeschichte. Mit einer Arbeit über Reiner von Huy und seine künstlerische Nachfolge wurde er 1929 bei Richard Hamann summa cum laude zum Dr. phil. promoviert. Danach war er als Kunsthistoriker zunächst in Frankfurt am Main, ab 1935 in München tätig. 1939 habilitierte er sich in München bei Hans Jantzen mit einer Arbeit über die Buchmalerei der Maasschule und wurde 1940 zum Dozenten an der Ludwig-Maximilians-Universität ernannt. 1953 folgte er einem Ruf auf den Lehrstuhl für Kunstgeschichte der Universität Marburg, wo er zugleich Direktor des kunstgeschichtlichen Seminars und des Marburger Forschungsinstituts für Kunstgeschichte war. Schwerpunkte seiner Forschungs- und Lehrtätigkeit waren die mittelalterliche Goldschmiedekunst und Buchmalerei.
Karl Hermann Usener erlag 1970 kurz nach seiner Emeritierung einem Herzleiden.

## Nachlass
Ein Teilnachlass befindet sich im Zentralinstitut für Kunstgeschichte in München.

## Veröffentlichungen
- Reiner von Huy und seine künstlerische Nachfolge. Ein Beitrag zur Geschichte der Goldschmiedeplastik des Maastales im 12 Jahrhundert. In: Marburger Jahrbuch für Kunstwissenschaft 7 (1933) (zugl. Marburg: phil. Diss., 1929)